# Палтни, Уильям, 1-й граф Бат
Уильям Палтни, 1-й граф Бат (22 марта 1684 — 7 июля 1764), — английский политический деятель.

## Биография
Происходил из знатного лестерширского рода. Окончил гимназию в Вестминстере, в 1701 году поступил учиться в Оксфорд, где особенно интересовался древними языками, по окончании университета совершил традиционный гранд-тур по континентальной Европе. В 1705 году стал депутатом Палаты общин, нижней палаты парламента, от Хедона, в парламенте сблизился с Робертом Уолполом, в 1712 году отстаивая незаконность его ареста и помещения в Тауэр; депутатское кресло от этого городка сохранял без перерыва до 1734 года, принадлежал к партии вигов, играя важную роль в парламенте при королеве Анне. В 1710 году унаследовал 40000 фунтов с ежегодным доходом в 500 фунтов. С 1714 по 1717 год Палтни в качестве министра по военным делам принадлежал к министерству, во главе которого с 1715 года, как канцлер казначейства, стоял Уолпол (6 июля 1716 года был введён в тайный совет; вышел из состава министерства в апреле 1717 года вместе с Таунсендом и Уолполом). Стремление Уолпола всех подчинять себе вскоре рассорила честолюбивого Палтни с другом, и он направил все свои усилия на его свержение, поскольку Уолпол с 1721 года — после крушения компании Южных морей — снова стал во главе министерства. Уолпол предложил ему пэрство, но Палтни отказался и в 1723 году занял незначительный пост казначея королевского двора и занимал его до апреля 1725 года. В итоге он так и остался в оппозиции к бывшему другу и не пошёл в 1730 году на примирение с ним, когда Уолпол вновь предложил ему пэрство и место Таунсенда. В 1734 году впервые избрался в парламент от Миддлсекса, оставался депутатом до получения пэрства.
Палтни имел репутацию хорошего оратора, при этом сражался с Уолполом как речами, так и статьями. Будучи изначально вигом, он примкнул к вождю тори Болингброку, но долголетняя безуспешность оппозиционной партии «патриотов» угнетала его. Когда летом 1741 года был созван новый парламент, а в феврале 1742 года удалось свергнуть Уолпола, Палтни, в одной из произнесённых им полемических речей давший обет не принимать никакой должности, не смог этим воспользоваться и отказался от должности первого лорда казначейства. Вскоре он утратил своё прежнее видное положение, основанное на репутации независимого человека: 14 июля 1742 года принял титул графа Бат, однако с этим титулом не проявил фактически никакой политической активности. При Георге III примкнул к тори Бьюту, но не смог восстановить своего положения, хотя в 1743 году безуспешно ходатайствовал о назначении первым лордом казначейства, а с 10 по 12 февраля 1746 года всё-таки оказался во главе министерства. Умер в Лондоне почти в полной безвестности, похоронен в Вестминстерском аббатстве.